# Trona-Verfahren
Das Trona-Verfahren dient zur Herstellung von reinem Natriumcarbonat (Soda) aus dem Carbonat-Mineral Trona.
Bei diesem Verfahren wird das bergmännisch gewonnene Trona zerkleinert und kalziniert, wodurch der Hydrogencarbonat-Anteil unter Abgabe von CO2 und Wasser zu Carbonat zerfällt. Das Natriumcarbonat wird durch Umkristallisation gereinigt, fällt dabei als Monohydrat aus, das dann zu dem wasserfreien Produkt kalziniert wird.